# Bezirk Tonosí
Tonosí ist ein Bezirk (distrito) der Provinz Los Santos in Panama. Die Einwohnerzahl betrug laut Volkszählung 2023 8959. Tonosí liegt südwestlich der Azuero-Halbinsel im Hochland der Provinz Los Santos, obwohl die Bevölkerung hauptsächlich im Tonosí-Tal lebt.

## Gliederung
Der Bezirk Tonosí ist administrativ in folgende Corregimientos unterteilt:
- Tonosí
- Altos de Guera
- Cañas
- El Bebedero
- El Cacao
- El Cortezo
- Flores
- Guánico
- La Tronosa
- Cambutal
- Isla de Cañas